# Paryż w XX wieku
Paryż w XX wieku (fr. Paris au XXe siècle) – jednotomowa młodzieńcza powieść Juliusza Verne’a złożona z 17 rozdziałów. Odrzucona przez wydawcę – Pierre’a-Jules’a Hetzela, wydana drukiem dopiero wiele lat po śmierci pisarza w 1994 roku. Pierwszy polski przekład pojawił się w 1997 roku.

## Fabuła
Rok 1960, system oświatowy całej Francji został przejęty przez Powszechne Towarzystwo Kształceniowo-Kredytowe, które co roku przyznawało nagrody swym zasłużonym adeptom. Jednym z nich jest Michel Jerome Dufrenoy. Otrzymuje on nagrodę za wiersze łacińskie (kierunek w XX wieku wymierający, uważany za niepotrzebny i darzony pogardą). Bohater z racji swej niepełnoletności trafia pod opiekę stryja, Stanislasa Boutardin, bankiera i dyrektora znaczącej spółki. Rodzina Boutardin nie akceptuje artystycznych talentów podopiecznego i zmusza go do podjęcia praktycznej i pożytecznej pracy. Michel traci jednak pracę i nie może znaleźć własnego miejsca w XX-wiecznym świecie.